# Letyat juravli
Letyat juravli (cirílico: Летят журавли; br Quando Voam as Cegonhas) é um filme soviético de 1957 sobre a Segunda Guerra Mundial dirigido por Mikhail Kalatozov e estrelado por Tatyana Samojlova e Aleksey Batalov.

## Sinopse
Veronika e Boris estão apaixonados, mas a Segunda Guerra Mundial leva Boris para os campos de batalha, enquanto Veronika o aguardar sem receber nenhuma carta. Em um bombardeio alemão, ela perde os pais e sua casa, e passa a viver com seu futuro sogro, Fyodor Ivanovich, médico do exército soviético. Na mesma casa vive Mark, sobrinho de Fyodor, que tenta se aproximar de Veronika, traindo seu primo. Sem notícias de seu amado, ela rende-se a Mark. Mas a o avanço do exército alemão faz com que todos se mudem para a Sibéria.

## Elenco
- Tatyana Samoylova ... Veronika
- Aleksey Batalov ... Boris
- Vasiliy Merkurev ... Fyodor Ivanovich
- Aleksandr Shvorin ... Mark
- Svetlana Kharitonova ... Irina
- Konstantin Kadochnikov ... Volodya
- Valentin Zubkov	... Stepan
- Antonina Bogdanova ... Babushka
- Boris Kokovkin ... Chernov
- Ekaterina Kupriyanova ... Anna Mikhajlovna

## Prêmios
O filme venceu o Palma de Ouro em 1958.